# Muswellbrook Shire
Muswellbrook Shire är en kommun i Australien. Den ligger i delstaten New South Wales, i den sydöstra delen av landet, omkring 160 kilometer norr om delstatshuvudstaden Sydney. Antalet invånare var 16 086 vid folkräkningen 2016.
Följande samhällen finns i Muswellbrook:
- Muswellbrook
- Denman